# Prudí
Prudí (en ucraïnès: Пруди i en rus: Пруды) és un poble de la República Autònoma de Crimea, a Ucraïna, que el 2014 tenia 1.876 habitants. Pertany al districte rural de Sovetski. Fins al 1945 el municipi es deia Ableix.